# البوم الأمريكي اللاتيني (أدب)
البوم الأمريكي اللاتيني (بالإسبانية: Boom latinoamericano)‏ ظاهرة أدبية ظهرت في أمريكا اللاتينية في ستينات وسبعينات القرن العشرين في الأدب بوجه عام والرواية على وجه الخصوص. وشكلت الحركة حدثًا أدبيًا هامّا ونقلة نوعية جديدة في عالم الخلق والإبداع الأدبي عندما نُشرت أعمال مجموعة من الروائيين الشباب نسبيًا من مختلف بلدان أمريكا اللاتينية على نطاق واسع في جميع أنحاء العالم. ارتبط مصطلح البوم كثيرًا بكتاب مثل غابرييل غارثيا ماركيث من كولومبيا وماريو بارجاس يوسا من بيرو وخوليو كورتاثر من الأرجنتين وكارلوس فوينتس من المكسيك. وتحدى هؤلاء الكتاب القواعد التقليدية التي سنها الأدب الأمريكي اللاتيني. واتسمت إبداعاتهم بالجرأة والزخرفة والتنميق، وطُبعت بقلق رائع مع نوع من الجنون الذي يتناقض مع الواقعية الأوروبية، وعدم التكيف مع واقع النمط الأمريكي، حيث أطلقت هذه الحركة الأدبية العنان لحرية الخيال. وكان عملهم يميل تجاه كل ما هو تجريبي وذو طابع سياسي، حيث الظروف التي أحاطت بالوضع العام في أمريكا اللاتينية في الستينات.
كتب الناقد الأدبي جيرالد مارتن: «ليس من المبالغ فيه تأكيد أن القارة الجنوبية عُرفت في عقد الستينات لسببين قبل أى شيء وهما: أولًا الثورة الكوبية وتأثيرها على أمريكا اللاتينية والعالم الثالث بشكل عام، وثانيًا ازدهار الأدب الأمريكي اللاتيني والذي تصادف أوجه وتدهوره مع انتعاش وخمول الأفكار الليبرالية في كوبا ما بين عامي 1959 و1971».
ويعود جزء كبير من نجاح ممثلي البوم غير المتوقع إلى أعمالهم التي كانت دائمة الوجود في الصفوف الأولى لقصص أمريكا اللاتينية والتي نشرت في أوروبا في بعض دور النشر في برشلونة بإسبانيا. وكتب فردريك أم نون بالفعل عن ذلك قائلًا : «لقد حصل روائيو أمريكا اللاتينية على شهرة عالمية بفضل كتابتهم ودفاعهم عن الحركة السياسية والاجتماعية، وبالمثل لأن بعضهم حالفه الحظ الوفير حتى وصلت أعماله إلى الأسواق والجماهير بعيدًا عن أمريكا اللاتينية إما عن طريق الترجمة أو الرحلات أو عن طريق المنفى أيضًا».

## رواد البوم الأمريكي اللاتيني
هم هؤلاء الكتاب الذين وضعوا أسس الرواية الأمريكية اللاتينية مثل الواقعية السحرية، والقصص الخيالية والميتافيزيقية ونقد الواقعية الاجتماعية:
| الدولة    | الكاتب                          |
| --------- | ------------------------------- |
| كوبا      | أليخو كاربنتيير                 |
| غواتيمالا | ميغل أنخل أستورياس              |
| الأرجنتين | خورخي لويس بورخيس إرنستو ساباتو |
| المكسيك   | خوان رولفو خوان خوسيه أريولا    |
| فنزويلا   | أرتورو أوسلار بييتري            |
| أوروغواي  | خوان كارلوس أونيتي              |

## ممثلي البوم الأمريكي اللاتيني
ارتبط مصطلح البوم ارتباطًا وثيقًا بالعديد من كتاب وروائيي أمريكا اللاتينية مثل:
| الدولة    | الكاتب                |
| --------- | --------------------- |
| الأرجنتين | خوليو كورتاثر         |
| البرازيل  | خورخي أمادو           |
| تشيلي     | خوسيه دونوسو          |
| كولومبيا  | غابرييل غارثيا ماركيث |
| كوبا      | خوسيه ليثاما ليما     |
| بنما      | كارلوس فوينتس         |
| باراغواي  | أوغستو روا باستوس     |
| بيرو      | ماريو بارجاس يوسا     |

## خلفية تاريخية

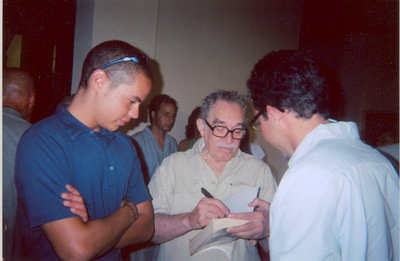
غابرييل غارثيا ماركيث واحد من الممثلين الرئيسيين للبوم الأمريكي اللاتيني.

تميز عقدا الستينات والسبعينات من القرن العشرين بالزعزعة السياسية في القارة الأمريكية اللاتينية جمعاء، حيث تأثر المناخ السياسي والدبلوماسي بقوة ديناميكية الحرب الباردة. وساعد هذا المناخ السياسي بدوره في تأسيس أعمال كتاب البوم الأمريكى اللاتيني. وبالمثل حدد أيضًا سياق أفكارهم التي كان يجب عليهم توظيفها، والتي تميزت في بعض الأحيان بالتطرف. وتعد الثورة الكوبية عام 1959 ومحاولات الولايات المتحدة الأمريكية غزو الجزيرة عن طريق خليج الخنازير، والتي بائت بالفشل، شرارة البداية لبدء هذه الفترة. وأدى الوضع الحساس الذي وقعت فيه كوبا إلى تقوية علاقاتها مع الاتحاد السوفيتي نتيجة لأزمة الصواريخ في كوبا عام 1962، والتي كادت أن تؤدي لقيام الحرب النووية بين السوفيت والأمريكان. وفيما بين أعوام 1960 و1970، تولت السلطات العسكرية الحكم في الأرجنتين والبرازيل وتشيلي وباراغواي وبيرو والعديد من البلدان الأخرى.
على سبيل المثال، فقد أُطيح بالرئيس التشيلي سيلفادور أيندي في 11 سبتمبر 1973، والاستعاضة عنه بالجنرال أوغستو بينوشيه، والذي كان من المفترض أن يستمر في الحكم حتى نهاية عام 1980. ويعتقد الكثيرون أن هذه الحكومات تعاونت مع بعضها البعض من حيث تورطهم في عمليات تعذيب أو القضاء على المعارضين السياسيين «للتخلص من أعضاء الحكومة» في ما سمي وقتها بعملية كوندور.
أسفرت الفترة ما بين عامي 1950 إلى 1975 عن إحداث تغييرات هامة في طريقة صياغة التاريخ والأدب من حيث التفسير والكتابة. وبالمثل أحدثت أيضًا تغييرًا في إدراك الأدب الإسباني من قبل الروائيين الأمريكيين. ومما أسهم في إحداث هذا التغيير تطور المدن وتمركز الغالبية العظمى من متوسط الأعمار في الطبقة المتوسطة والثورة الكوبية والتحالف من أجل التقدم وزيادة التواصل بين بلدان أمريكا اللاتينية وإيلاء اهتمام أكبر للقارة الأمريكية من قبل الولايات المتحدة وأوروبا. وعجل نجاح الثورة الكوبية وثباتها على الرغم من المحاولات المتكررة من الولايات المتحدة الأمريكية لغزوها بإحداث التغيير في السياسة الثقافية الأمريكية تجاه أمريكا اللاتينية. وهو بدوره ما تسبب في الدعوة إلى التحالف من أجل التقدم، والذي أدى إلى إجبار الولايات المتحدة إلى الاعتراف بأمريكا اللاتينية ووضعها على الخارطة الدولية. وجاء كل من سقوط الجنرال خوان دومينجو بيرون في الأرجنتين عام 1955 على يد الاتجاه اليميني المناصر للولايات المتحدة وانتصار الثورة الكوبية عام 1959 والضربة التي أطاحت بأيندي في تشيلي عام 1973 والصراع العنيف والمطول لحرب العصابات في المدن، التي قمعتها بوحشية الديكتاتوريات في الأرجنتين وأوروجواي، والعنف اللانهائي في كولومبيا على رأس الأحداث السياسية في القارة الأمريكية في ذلك الوقت. وتأثر الكتاب كثيرًا خلال هذه الفترة العصيبة، وظهر ذلك جليًا في تفسيراتهم وشروحهم التي كشفت عن بعض القلق الذي اتضح في أعمالهم من خلال سياق معين أظهر ذلك.
ونتج مصطلح البوم عن الاهتمام الشديد بروائيي أمريكا اللاتينية والنجاح العالمي الذي لاقوه خلال عقد الستينات، الذي أثر بدوره على كتاب وقراء هذه الفترة. وكان نجاح الثورة الكوبية عام 1959 من العوامل التي وجهت أنظار العالم نحو أمريكا اللاتينية، والتي وعدت بعهد جديد. وانتهت فترة الحماس ونشوة انتصار الثورة الكوبية في 20 مارس عام 1971 بعدما شددت الحكومة سياستها الحزبية من ناحية. ومن ناحية أخرى، جاء اعتقال الشاعر إيبرتو باديا على خلفية قراءته لكتابه استفزازات في إحدى الأمسيات الشعرية لاتحاد الكتاب. واُعتقل باديلا جنبًا إلى جنب مع زوجته الشاعرة بلقيس كوثا ماليه، التي تزوجها في 1967. ووجهت إدارة أمن الدولة لكليهما تهمة القيام بأنشطة تخريبية تستهدف قلب نظام الحكم الكوبي. وأثار حبس باديا ردة فعل في كل أرجاء العالم، وترتب عليه قيام مجموعة من الكتاب والمفكرين المعروفين باحتجاجات، وقد شكلوا جزءًا من البوم الأمريكي اللاتيني. ووضعت الضجة التي أثارتها قضية باديا حدًا للتشابه بين مفكري أمريكا اللاتينية وأسطورة الإلهام الكوبية. واعتبر البعض قضية باديا بمثابة نهاية أوج البوم الأمريكي اللاتيني.

## تأثيرات أدبية
بدأ أوج أدب أمريكا اللاتينية مع كتابات الكوبي خوسيه مارتي والنيكاراغواني روبين دارييو والكولومبي خوسيه أسونسيون سيلبا. وأثر كتاب تيار الحداثة الأوروبي مثل الإيرلندي جيمس جويس في كتاب البوم، مثلما أثر كتاب أمريكا اللاتينية في حركة الطليعية. وتشير إليزابيث كوونرود مارتينث إلى أن كتاب الطليعية كانوا هم الرواد الحقيقيون للبوم، وبرهنوا على ذلك في كتابتهم الروائية المبتكرة والمجددة قبل كتابات خورخي لويس بورخيس وآخرون، والتي كان يُعتقد قبل ذلك أنهم الملهمون الأساسيين لأدب أمريكا اللاتينية في منتصف القرن العشرين. وأدى النجاح الكبير الذي لاقه كتاب الجيل السابق من تيار الطليعية إلى سهولة وصول جمهور جديد إلى تيار البوم. ومن هؤلاء الرواد يأتي الأرجنتيني خورخي لويس بورخيس والجواتيمالي ميغيل أنخل أستورياس والكوبي أليخو كاربنتيير والأوروغواني خوان كارلوس أونيتي والمكسيكي خوان رولفو.

## أصله

غلاف رواية الحجلة.

على الرغم من اتفاق معظم النقاد على أن البوم بدأ في وقت ما من عام 1960، إلا أنه كان هناك بعض الخلاف على تحديد هوية الرواية الأولى الافتتاحية للبوم. يرى البعض مثل ألفريد ماك آدم أنها رواية الحجلة عام 1963 لخوليو كورتاثر، فيما يرى آخرون أنها رواية المدينة والكلاب لماريو بارجاس يوسا، والتي حازت جائزة ببليوتيكا بريفي عام 1962. فيما اعتبر الكاتب التشيلي فرناندو أليجريا أنها رواية ابن آدم لأوغستو روا باستوس، والتي نشرت عام 1959، أنها العمل الافتتاحي للبوم. وعلى الرغم من ذلك فقد أشار شاو إلى أنها قد تعود إلى عام 1949 مع رواية رجال من الذرة لميغيل أنخل أستورياس.
وارتأى راندولف بوبي، أستاذ الأدب الإسباني المقارن بجامعة فرجينيا، «أن تاريخ نشأة ظاهرة البوم يمكن أن تبدأ زمنيًا مع رواية السيد الرئيس لميغيل أنخل أستورياس، والتي نشرها عام 1946 ولكنه بدأ في كتابتها عام 1922. فيما تبرز نقطة انطلاق أخرى مع رواية النفق لإرنستو ساباتو عام 1948 أو مع رواية البئر لخوان كارلوس أونيتي عام 1939. أو العودة إلى الوراء قليلًا مع حركة الطليعية في عشرينات القرن العشرين. ومع ذلك، أعلن كتاب البوم أنهم ممثلون لتيار أدبي يتيم لا يستند إلى أي نموذج أصلي كمرجع لهم، وأنهم تأثروا بعض الشيء بكتابات الفرنسي مارسيل بروست والإيرلندي جيمس جويس والألماني توماس مان والفرنسي جان بول سارتر، وكتاب أوروبيون آخرون، إلا أنهم في الوقت نفسه كانوا في حاجة إلى صوت لاتيني من أصل إسباني، بعد رفضهم لكتاب أمريكا اللاتينية من شعوب الكريول أو السكان الأصليين». وعلى خلفية ذلك، فإن رواية الرماح الملونة عام 1931 لأرتورو أوسلار بييتري تعد أول رواية طليعية أمريكية لاتينية.
وأكد ممثلو البوم الأكثر شهرة إلى أن البوم كان تيارًا أدبيًا يتيمًا لا يحمل في طياته أي نوع من التأثيرات الأمريكية اللاتينية. وعلى الرغم من ذلك، فقد اعترفوا بأن جزءًا كبيرًا من التجديد في الأسلوب يعود إلى كتاب الطليعية. فيما أشار جيان فرانكو إلى أن السمة الملحوظة في البوم هي رفض الكشف عن هويته مع الأعمال السردية ذات الطابع الريفي أو التي تنطوي على مفارقة تاريخية: مثل رواية الأرض.

## علامات الهوية
روايات البوم بالأساس هي أعمال تشبه روايات تيار الحداثة في إسبانيا. وذلك من حيث معالجتها للزمن بطريقة غير خطية، حيث غالبًا ما كانت تستخدم وجهات نظر متعددة أو أصوات سردية أو استخدام عدد كبير من التعابير الجديدة مثل إقحام بعض الكلمات والجمل الجديدة، والتلاعب بالألفاظ حيث خلق العبارات الجديدة. كما أشار الكاتب بوبي إلى ذلك قائلًا: تقوم روايات البوم على تداخل التكعيبات من وجهات نظر مختلفة، حيث التقدم الزمني الخطي المثير للتساؤل والمعقد تقنيًا، إضافة إلى استخدام اللغة الدارجه بشكل سليم. ومن السمات الأخرى المميزة للبوم تبرز طريقة معالجته للمواضيع الريفية أو الحضرية على حد سواء والأممية والتركيز على التاريخ والسياسة كجزءًا من الهوية الوطنية. وتخطى تيار البوم الحواجز بين كل ما هو خيالي ودنيوي، وتحول هذا المزيج إلى واقع جديد. ومن كتاب البوم، يرتبط اسم غابرييل غارثيا ماركيث بشكل وثيق باستخدام الواقعية العجائبية، حيث يرجع له الفضل في تعميم هذا المصطلح على الكتابات الأدبية بدءًا من سبعينات القرن الماضي بعد نشر عمله مئة عام من العزلة عام 1967، والذي يعد الأكثر تمثيلًا لهذا النوع الأدبي.

## الواقعية السحرية
الواقعية السحرية هي تيار يشير إلى وصف العناصر المليئة بالأحداث الفانتازية والأساطير جنبًا إلى جنب مع الأنشطة اليومية والروتينية. ويعد غابرييل غارثيا ماركيث الشخصية البارزة والمحورية لهذا النوع الأدبي. وأكد أستاذ الأدب المقارن بريت ليفنسون أن الواقعية السحرية ما هي إلا جماليات رئيسية ظهرت مؤخرًا داخل الخيال الأمريكي اللاتيني.. وتم تجسيدها عندما أظهر تاريخ أمريكا اللاتينية عدم قدرته على تفسير مصدرها، وهو العجز الذي أدى إلى استدعاء الأسطورة بشكلها التقليدية: «الأساطير هي وسيلة لشرح المبادئ التي تتجاوز عملية السرد». ومثلت كتابات مؤرخي الهند كل ما هو غريب حيث العالم الجديد وغزو الأراضي الجديدة والغريبة كان بمثابة الحبكة للأعمال القصصية. وقد ساعدت هذه القصص الخيالية في كثير من الأحيان في الحصول على أنماط جمالية جديدة، والتي تم بلورتها فيما بعد داخل تيار الواقعية السحرية، كما صورها أليخو كاربنتيير، وداخل الواقع العجائبي والواقعية العجائبية. ووفقًا لهذا النمط الجمالي، فإنه تم التعامل مع الأشياء غير الواقعية من منظور واقعي حيث بدت واقعية تمامًا، وبالمثل فإن العناصر الدنيوية تمت معاملتها كعناصر غير واقعية. في حين أنها في الغالب كان تستند إلى تجارب حقيقية وغريبة وخيالية وأسطورية، حيث كان يصعب الفصل بين الشعوب الأسطورية والشخصيات التي من الممكن أن تكون غير واقعية، وكل ذلك كان بداعي الجمع بين الحقيقة وكل ما هو تخيلي وغير موجود.

## الخيال التاريخي
وجاء الاهتمام بالتاريخ كواحدة من الخصائص التي تميزت بها روايات هذه الفترة. وكانت رواية الدكتاتور هي النموذج المبرهن على هذه الفترة، حيث تم الربط بين الشخصيات والأحداث التاريخية في ذلك الوقت بشكل متوازن مع الأحداث المعاصرة في أمريكا اللاتينية بطريقة لا تدعو للشك. وصورت رواية أنا الأعلى عام 1974 لأوغستو روا باستوس الدكتاتورية في باراغواي في القرن التاسع عشر على يد الدكتاتور خوسيه رودريجيث جاسبار دي فرانسيا، والتي نشرت فيما بعد في عهد ألفريدو سترويسنر. وكتب فيها «أن روائيي البوم برهنوا على فهمهم المتطور للأمور وقدرتهم على وصف القصص الموازية والبديلة لهذا النوع الأدبي. وبالمثل شاركوا بفاعلية ونشاط في المناقشات الثقافية والسياسية في المنطقة وهي التي أدت بدورها إلى التشكيك في معنى وقيمة التاريخ».

## الممثلون الأساسيون

### خوليو كورتاثر

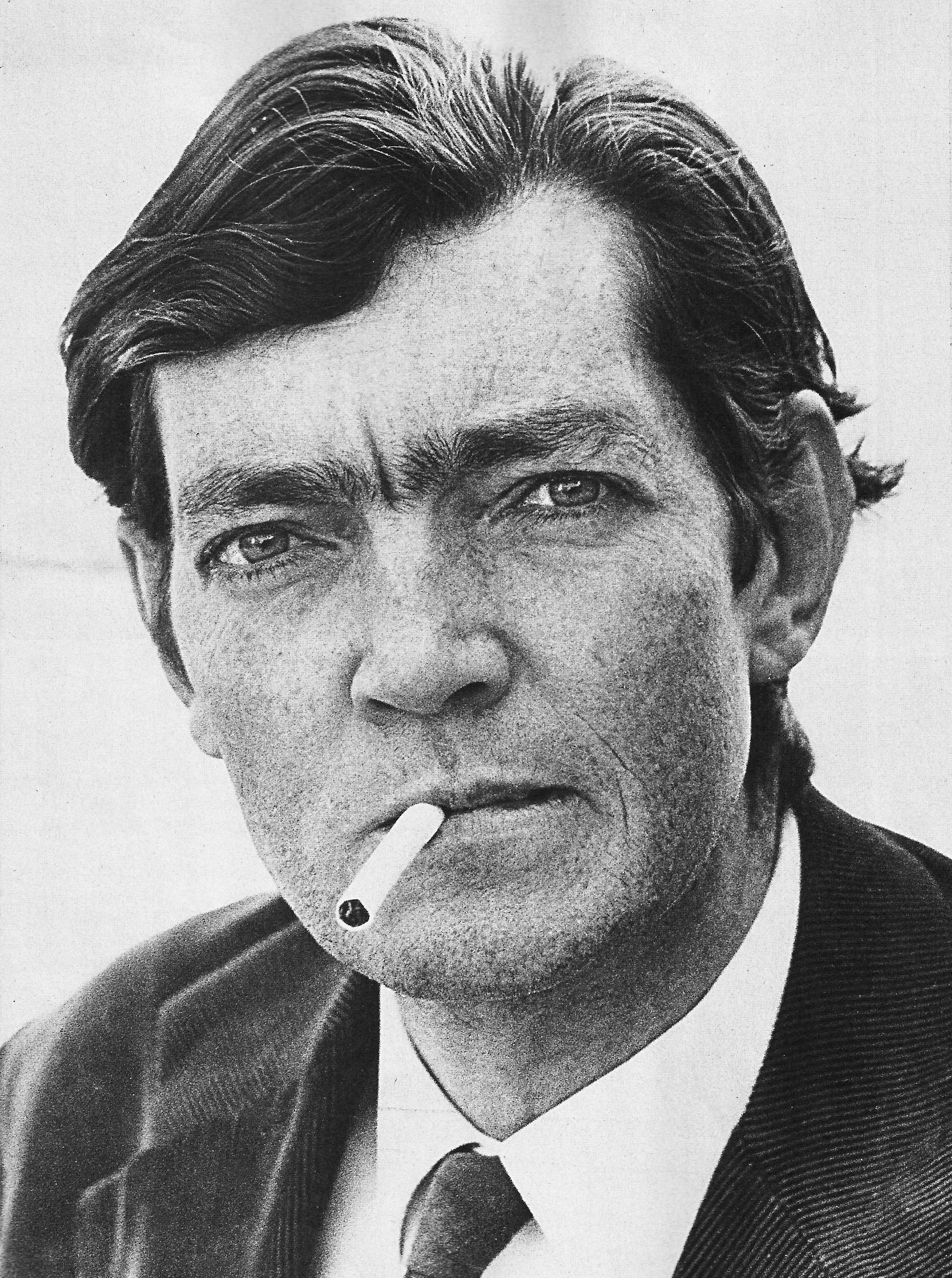
خوليو كورتاثر.

خوليو فلورينثيو كورتاثر ديسكوتي مفكر أرجنتيني وكاتب ومترجم، وُلد في مقاطعة إكسيل في بروكسل عاصمة بلجيكا في 26 أغسطس 1914. كان يعيش مع والديه في سويسرا قبل انتقاله إلى بوينس آيرس في سن الرابعة. ومثله مثل غيره من كتاب البوم، قام كورتاثر بتناول المواضيع السياسية، مبرزًا معارضته لرئيس الجمهورية خوان دومينجو بيرون، والذي أدى به إلى ترك منصبه كبروفيسور في جامعة ميندوثا في بادئ الأمر ووصولًا به إلى المنفى في محطته الأخيرة.
انتقل كورتاثر إلى فرنسا حيث أمضى معظم حياته المهنية، وفي عام 1981، حصل على الجنسية الفرنسية. ومثله مثل غارثيا ماركيث، دعم كورتاثر حكومة فيدل كاسترو الكوبية، والرئيس التشيلي سلفادور أليندي، إضافة إلى الحركات اليسارية الأخرى مثل الجبهة الساندينية للتحرير الوطني في نيكاراغوا.
يعد كورتاثر واحدًا من أكثر كتاب القرن العشرين تجديدًا. ويضاهي بأعماله أدباء من أمثال خورخي لويس بورخس وأنطون تشيخوف وإدغار آلان بو، حيث كان بارعًا في القصة القصيرة والنثر الشعري والسرد القصير بشكل عام. وتعد روايته الحجلة، التي نشرها عام 1963، هي الأكثر شهرة ونجاحًا على الصعيدين المحلي والعالمي. تتألف الرواية من 155 فصل، منها 99 يمكن توظيفهما بشكل ما، مما يسهل قراءتها وفقًا لرغبات القراء.
ويبرز أيضًا من أعماله الأخرى المجموعات القصصية بيستيريو عام 1951 ونهاية اللعبة عام 1956 والأسلحة السرية عام 1959 وكل النيران نار عام 1960 وجولة حول العالم في ثمانين يومًا عام 1967 وحكايات كرونوبيوس وفاماس عام 1962. وتوفي كورتاثر في باريس في 12 فبراير 1984.

### كارلوس فوينتس

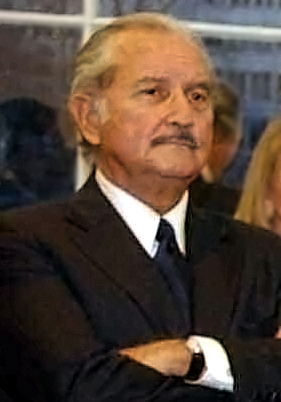
كارلوس فوينتس.

كارلوس فوينتس ماسياس روائي وعالم اجتماع ودبلوماسي بنمي، ولد في بنما في 11 نوفمبر 1928. عمل والده دبلوماسيًا، وبذلك قضى فوينتس طفولته متنقلًا بين عواصم أمريكا اللاتينية مثل مونتيبديو وريو دي جانيرو وواشنطن العاصمة وسانتياجو وكيتو وبوينوس آيريس، والتي سافر إليها والده عام 1943 بصفته مستشارًا في السفارة المكسيكية. ويعد واحدًا من أحد أهم كتاب أمريكا اللاتينية في نهاية القرن العشرين في الرواية والمقال. وبدأ فوينتس في نشر أعماله في الخمسينات. وقادته تجاربه النضالية لكبح التمييز العنصري ضد المكسيك في الولايات المتحدة إلى تعمقه الشديد والتعرف عن قرب عن الثقافة المكسيكية. ووصفت روايته موت أرتميو كروث، التي نشرها عام 1962، حياة ثوري مكسيكي سابق على فراش الموت، إضافة إلى توظيف بعض التغييرات المبتكرة من وجهة نظر محددة. ومن ضمن أعماله المميزة الأخرى تبرز المنطقة الأكثر شفافية عام 1959 وهاله عام 1962 أرض نوسترا عام 1975 ورواية ما بعد البوم جرينجو بييخو عام 1985. وحصل فوينتس على العديد من الجوائز مثل جائزة رومولو جايجوس وجائزة أمير أستورياس للأدب عام 1994.
لم يكتفِ فوينتس بكتابة لعدد من الروايات الهامة في تلك الفترة، بل كان أيضًا ناقدًا وناشرًا. وفي عام 1955، أسس كل من فوينتس والناقد الأدبي المكسيكي إيمانويل كاربايو مجلة الأدب المكسيكية، والتي أدخل بها الأمريكيون اللاتينيون الأعمال الحداثية الأوروبية وأفكار جان بول سارتر وألبير كامو. وفي عام 1969، قام فوينتس بنشر عملًا نقديًا هامًا تحت عنوان الرواية الأمريكية اللاتينية الجديدة. وشغل فوينتس منصب أستاذ الأدب الأمريكي اللاتيني في جامعة كولومبيا عام 1978 وعام 1987 في جامعة هارفارد. وقال فوينتس ذات مرة: «أن ما نسميه ظاهرة البوم، في الحقيقة ما هو إلا نتاج لأربعة قرون، وقد وصلت بعد أوقات من الحاجة الملحة حيث تحول الخيال إلى طريقة تنظيمية لعرض دروس الماضي». وتوفي فوينتس في 15 مايو 2012 عن عمر يناهز 84 عامًا.

### غابرييل غارثيا ماركيث

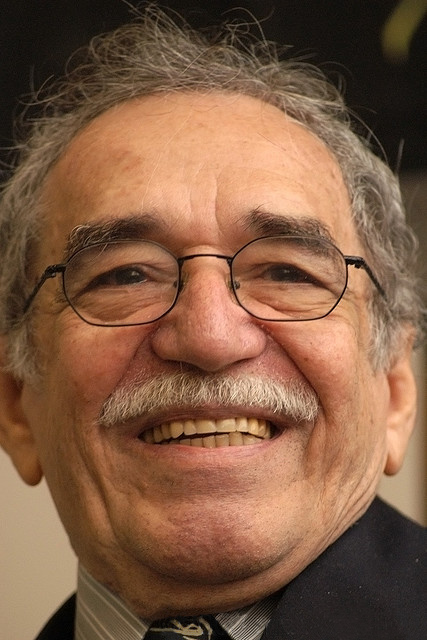
غابرييل غارثيا ماركيث.

غابرييل خوسيه دي لا كونكورديا غارثيا ماركيث روائي وصحفي وناشر وناشط سياسي كولومبي ولد في أراكاتاكا، ماجدالينا في كولومبيا في 6 مارس 1927. حصل غارثيا ماركيث على جائزة نوبل للآداب عام 1982 وذلك تقديرًا للقصص القصيرة والرويات التي كتبها، والتي يتشكل بها الجمع بين الخيال والواقع في عالم هادئ من الخيال المثمر، والذي بدوره يعكس حياة وصراعات القارة. شكل غارثيا ماركيث جزءًا هامًا من البوم الأمريكي اللاتيني برفقة البيروفي ماريو بارجاس يوسا. ونالت أعماله العديد من الدراسات النقدية، بعضها على نطاق واسع وذات مغزى، حيث كان يتم تناول الموضوع والمحتوى السياسي والتاريخي. فيما ركزت بعض الدراسات الأخرى على المحتوى الأسطوري وسمات الشخصيات والبيئة الاجتماعية والبنية الأسطورية والإسقاطات الرمزية في معظم أعماله البارزة.
نشر غارثيا ماركيث قصته الأولى الإذعان الثالث في صحيفة الإسبكتادور في 13 سبتمبر عام 1947. والقصة بها تأثيرًا من فرانتس كافكا. وبعدها بعام، بدأ عمله في الصحافة في نفس الصحيفة. وكانت باكورة أعماله مجموعة قصصية قام بنشرها في الصحيفة نفسها فيما بين عامي 1947 و1952. وخلال هذه الفترة، قام بنشر خمسة عشر قصة قصيرة.
ويعد غارثيا ماركت من أشهر كتاب الواقعية العجائبية، فيما يعد عمله مئة عام من العزلة هو الأكثر تمثيلًا لهذا النوع الأدبي. وبعد النجاح الكبير الذي لاقته الراوية، فإنه تم تعميم هذا المصطلح على الكتابات الأدبية بدءًا من سبعينات القرن الماضي. واشتهر أيضًا بالأعمال الأخرى مثل ليس للكولونيل من يكاتبه، وخريف البطريرك والحب في زمن الكوليرا. وأيضًا هو مؤلف للكثير من القصص القصيرة، إضافة إلى كتابته خمسة أعمال صحفية.

### ماريو بارجاس يوسا

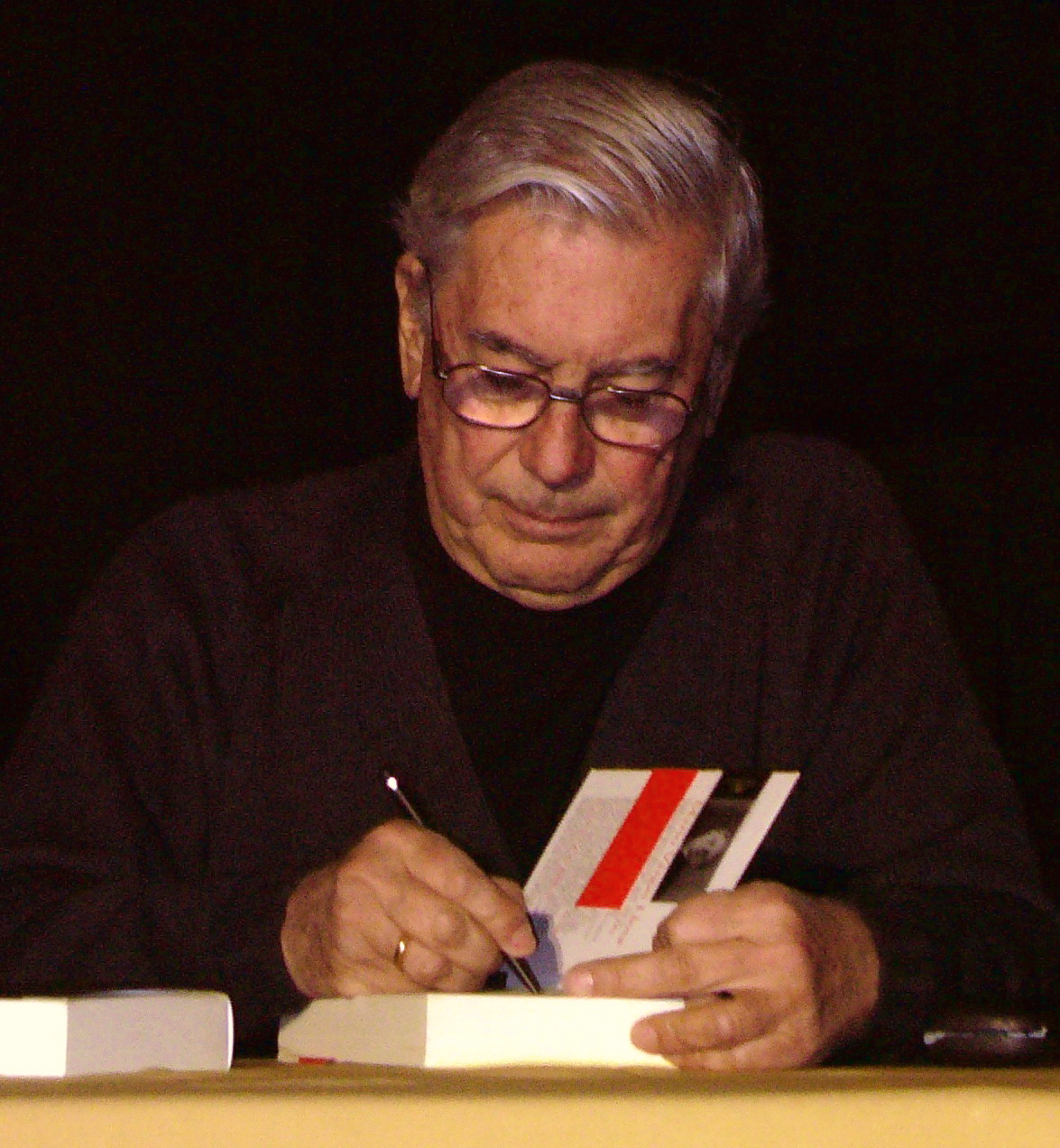
ماريو بارجاس يوسا.

خورخي ماريو بيدرو بارجاس يوسا روائي وصحفي وسياسي بيروفي/إسباني، وُلد في 28 مارس 1936 في أريكويبا في بيرو. حصل على جائزة نوبل في الأدب عام 2010. درس بجامعة سان ماركوس الوطنية في ليما، ثم حصل لاحقًا على الدكتوراه في أدب أمريكا اللاتينية في إسبانيا. وتمركزت أطروحة الدكتوراه حول غابرييل غارثيا ماركيث: غارثيا ماركيث وقصة قاتل الإله.
وشكل بارجاس يوسا مع رفيقه الكولومبي غارثيا ماركيث جزءًا أساسيًا من البوم الأمريكي اللاتيني وكانا ممن أسهما في ظهوره. وبرز في عالم الأدب بعد نشر روايته الأولى المدينة والكلاب عام 1962، والتي أسهمت بشكل كبير في تطور التقنيات السردية. وتتمحور هذه الرواية حول النقد اللاذع للفساد والقسوة في إحدى الأكاديميات العسكرية، وبالتالي هي إسقاط لما كان يحدث في مجتمع بيرو. وحازت الرواية على العديد من الجوائز منها جائزة ببليوتيكا بريفي عام 1962 وجائزة النقد عام 1998.
وكتب بارجاس يوسا البيت الأخضر عام 1966 والأشبال عام 1967 ومحادثة في الكاتدرائية عام 1969 وبنتاليون والزائرات عام 1973. فيما انتمت بعض الأعمال الأخرى إلى فترة ما بعد البوم مثل العمة خوليا والسيناريست عام 1977 وحرب نهاية العالم عام 1981 وقصة مايتا عام 1984 والمتحدث عام 1987 وامتداح الخالة عام 1988 وليتوما في جبال الأنديز عام 1993 ودفاتر السيد ريجوبيرتو عام 1997 وحفلة التيس عام 2000 والفردوس على الناصية الأخرى عام 2003 وشيطنة الطفلة المشاغبة عام 2006 وحلم الكلت عام 2010. وحصل بارجاس يوسا على العديد من الجوائز مثل جائزة رومولو جايجوس عام 1967، جائزة أمير أستورياس للآداب عام 1986، جائزة ثيربانتس عام 1994، جائزة نوبل في الآداب عام 2010.

### شخصيات أخرى
ارتبطت سماء العديد من الكتاب بتيار البوم مثل المكسيكي خوان رولفو، الذي أسهم بعملين في هذه الفترة منهم عمل روائي واحد. واُعترف به كواحدًا من الشخصيات الرئيسية فيما بعد، حيث كان واحدًا من الكتاب الذين يوازنون بين التجريب اللفظي والأسلوب الفريد والاهتمام بكل ما هو اجتماعي. واعتبر البعض أن أوغستو روا باستوس من باراغواي هو من افتتح أعمال البوم الروائية بروايته ابن آدم عام 1959. فيما تمت مقارنة روايته أنا الأعلى عام 1974 مع رواية أوليس لجيمس جويس، وتعد واحدة من الأعمال الأكثر تقديرًا في تاريخ أدب الخيال في أمريكا اللاتينية. ويعد الأرجنتيني مانويل بويج شخصية محورية مع بارجاس يوسا في دار النشر سيس بارال. وذكر التشيلي خوسيه دونوسو كلا من التوسع الاقتصادي ومرحلة ما بعد تيار البوم الأمريكي اللاتيني في كتابه التاريخ الشخصي للبوم كتاب آخرين ارتبط اسمهم بالحركة الأدبية مثل البرازيلي خورخي أمادو وسلبادور جارمينديا وأدريانو جونثاليث ليون من فنزويلا وديفيد بينيس من الأرجنتين.

## دور النشر في أمريكا اللاتينية
ولعبت دور النشر في أمريكا اللاتينية دورًا حاسمًا في نشر معظم أعمال البوم الروائية. وتقع أهم دور النشر في مدن هافانا ومكسيكو وبوينس آيرس ومونتيفيديو وأسونسيون وسانتياغو. وقد تحولت هذه المدن بدورها إلى مراكز هامة للإبداع الثقافي.
- سانتياجو دي شيلي: تزعمها الناقد الأدبي التشيلي الأكثر تأثيرًا في ذلك الوقت إيرنان دياث أريتا، والمعروف باسم ألون. وتم استبدال الجيل القديم من الكتاب مثل بنجامين سوبيركاسيس وإدواردو باريوس ومارتا برونيه ومانويل روخاس بخوسيه دونوسو. فيما حظي العديد من الكتاب مثل إنريكي لافوكاد بشعبية جماهيرية عريضة.
- تعد كوبا مركزًا ثقافيًا حيويًا، حيث كانت البداية مع مجموعة أوريخينيس ووصولًا إلى لونيس دي ريبولوسيون.[70]
- وفي كولومبيا: تم استبدال روايات إدواردو كباييرو كالديرون ذات الطابع الريفي بأعمال غابرييل غارثيا ماركيث وخليفته جوستابو ألفاريث جاردياثابال.[70]
- اتبعت المكسيك تقليدًا راسخًا بضمها للعديد من الكتاب الإقليميين ومدارس الكتابة المتنوعة بداية من أجوستين يانيث إلى جوستابو ساينث، ومع العديد من الروائيين مثل لويس سبوتا ومؤلفاته الشعبية أو سيرخيو فرنانديث كارديناس وكتاباته المصقلة التي تعود إلى العصر الذهبي والباروكية، وكلاهما معروف في المكسيك أكثر من الخارج.[32]

وعلى الرغم من ذلك، فإنه قد تم نشر العديد من روايات البوم في برشلونة، والذي عكس بدوره اهتمامًا جديدًا من قبل دور النشر الإسبانية في نشر أدب أمريكا اللاتينية الناطق بالإسبانية. وكما أشار إليخاندرو إيريرو أوليثولا أن الإيرادات الناتجة عن نشر هذه الروايات قد أعطت دفعة قوية للاقتصاد الإسباني، على الرغم من أنها كانت تخضع للرقابة من قبل فرانكو. وقامت دار النشر الإسبانية سيس بارال بنشر العديد من الأعمال الروائية مثل المدينة والكلاب عام 1963 وبنتاليون والزائرات عام 1973 لماريو بارجاس يوسا وخيانة ريتا هايورث عام 1971 لمانويل بويج. وتعد الوكيلة كارمن بالسيس شخصية هامة في نشر وترويج أدب أمريكا اللاتينية في إسبانيا. وقد لقبها بارجاس يوسا بالأم الكبيرة للرواية الأمريكية اللاتينية.

## النقد
وواجه تيار البوم نقدًا كثيرًا بعد ازدهاره وتطوره مثل أنه كان تجريبًا بشكل كبير وأنه يميل نحو النخبوية. وكتب دونالد شاو في دراسة عن ما بعد البوم الأمريكي اللاتيني أن ماريو بينديتي كان ناقدًا لكتاب البوم وبصفة خاصة لغابرييل غارثيا ماركيث، والذي كان في نظر بينديتي «يمثل فئة مميزة من القادرين على الوصول إلى الثقافة العالمية وبالتالي فهم بدورهم لا يمثلون الطبقة المتوسطة من الشعب في أمريكا اللاتينية». وأضاف شاو نقدًا جديدًا عن الرواية الجديدة أو ما اسماه بروايات البوم في مقاله عن قطع العلاقات بين دونوسو وفيليب سوانسون، أستاذ البوم ورئيس قسم الدراسات الإسبانية في جامعة شيفيلد: «على الرغم من أنها كان بالأساس ردة فعل تجاه الركود الذي جابه الواقعية التقليدية، فقد تحولت العديد من التجارب والتجديدات الشكلية في الرواية الحديثة إلى سمات قياسية للكتابة الحديثة، مما أدى بدوره إلى الاتجاه إلى شكل آخر من أشكال التقليدية، حيث تم  استبدال مجموعة من القوالب النمطية بأخرى». وأيضًا انتقد على أنه كان يؤكد على أوج وجود العنصر الذكوري سواءً في أن كل ممثلي البوم كانوا من الرجال وبالمثل من حيث معالجتهم للشخصيات النسائية في الأعمال الروائية. وبالمثل تم توجيه النقد لتيار البوم الروائي لتركيزه على التاريخ وكل ما هو خيالي، حيث زُعم أنه بعيد كل البعد عن واقع الوضع السياسي في أمريكا اللاتينية، الذي كان يتم انتقاده.

## التأثير
وكان لتيار البوم الأدبي تأثيرًا فوريًا، حيث تغيرت نظرة العالم للثقافة الأمريكية اللاتينية. وبطبيعة الحال، فإن الترجمة قد لعبت دورًا هامًا في نجاح كتاب البوم، حيث أسهمت في تكوين جماهيرية عريضة لهم في جميع أنحاء العالم. واستمر هؤلاء الكتاب في عطائهم لإنتاج أفضل الأعمال الروائية خلال أربعة عقود. وبالإضافة إلى ذلك، فإن تيار البوم قد أسهم في ظهور العديد من الكتاب الجدد من القارة الأمريكية اللاتينية على الصعيد العالمي. وفي برهنة على التأثير العام للبوم، فإن الكتاب العالميين القادمين والذين في أعلى القائمة كانوا ينظرون إلى فوينتس وغارثيا ماركيث وبارجاس يوسا بوصفهم الكتاب الموجهين لهم.

### ما بعد البوم الأمريكي اللاتيني
أصبح شائعًا منذ الثمانينات الحديث عن كتاب ما بعد البوم الأمريكي اللاتيني، والذين وُلدوا فيما بين الأربعينات والخمسينات والستينات من القرن العشرين. ويصعب كثيرًا تحديد موعد انطلاق تيار ما بعد البوم بشكل واضح، حيث نشط الكثير من ممثليه قبل نهاية البوم في الستينات والسبعينات. وبذلك يمكن القول بإن بعض الكتاب مثل التشيلي خوسيه دونوسو كانوا ينتمون إلى التيارين معًا. وتعد روايته طائر الليل البذيء عام 1970 واحدة من كلاسيكيات ما بعد البوم، كما أشار فيليب سوانسون. إلا أن عمله التالي كان يتوافق بدرجة كبيرة مع خصائص فترة ما بعد البوم. فيما اُعتبر كلا من الكاتبين الأرجنتيني مانويل بويج والكوبي سيبيرو ساردوي ممثلين للمرحلة الانتقالية من البوم إلى ما بعد البوم. ونتج هذا الاضطراب في التصنيف بين التيارين عن استمرارية كل من فوينتس وغارثيا ماركيث وبارجاس يوسا في الكتابة بشكل جيد بعد نهاية البوم. واختلفت فترة ما بعد البوم مع سابقتها البوم في مظاهر عدة، وخصوصًا في وجود كل من الكتاب أمثال التشيلية إيزابيل أيندي والأرجنتينية لويسا بالينثويلا والبورتوريكية خيانينا براستشي والأوراجوانية كريستنا بيري روسي والمكسيكية إلينا بونياتوسكا. ونشطت كل من الكاتبتين بالينثويلا وبونياتوسكا خلال فترة أوج البوم، فيما اُعتبرت إيزابيل أيندي نتاجًا خالصًا من تيار البوم. وأضاف دونالد شاو إليهم في التصنيف كل من التشيلي أنطونيو سكارميتا والبورتوريكي روساريو فيري والمكسيكي جوستابو ساينث. وتحدي كتاب ما بعد البوم النقد الذي وُجه لكتاب البوم وأعمالهم الموجهة للنخبة باستخدام الأسلوب المبسط والأكثر قابلية للقراءة مع العودة إلى الواقعية.

## ردود الفعل
وأسهمت هذه النقلة بنفس القدر في تطوير أصالة وإبداع الكتاب، حيث أن ثبات الأسلوب السردي في هذه الفترة والقواعد الصارمة التي وضعت حينذاك قد أدى إلى الخمول التام للخيال. ويعد البوم، نظريًا، تيارًا متجاوزًا لكل الحواجز. وبرزت ظاهرة البوم كثيرًا في إسبانيا، على الرغم من نشأتها في أمريكا اللاتينية، وجذبت العديد من الأسماء البارزة في فترة ما قبل البوم والذين ارتبط اسمهم بالبوم بعد ذلك. ومن أبرز هؤلاء الشخصيات يأتي خورخي لويس بورخيس، والذي يعده الكثيرون نواة الأدب الأمريكي اللاتيني، وخوان رولفو وأليخو كاربنتيير وميغل أنخل أستورياس. إضافة إلى ذلك، فقد ظهر تيار ما بعد البوم لاحقًا لتيار البوم ونتيجة له في آن واحد. وبرزت الأصوات الأدبية لكل من إيزابيل أيندي وألفريدو بريث تشنيكي وتوماس إلوي مارتينث ولورا إسكيبيل ولويس سيبولفيدا وأنطونيو سكارميتا وبريام بييري إيجيتا بين الآخرين.